# Metamuzeologie
Metamuzeologie je termín, který do muzejní vědy zavedl český muzeolog Zbyněk Zbyslav Stránský. Ve své monografii Úvod do studia muzeologie vymezuje muzeologii proti ostatním vědním oborům a zdůrazňuje nutnost konfrontovat a stavět muzeologii na teoretických principech, které podmiňují existenci kteréhokoliv vědního oboru.
Metamuzeologie je tedy teorií, jejímž předmětem je muzeologie. Tato teorie na jedné straně souvisí s muzeologií, na druhé straně ji přesahuje a je spjata s filozofií a dějinami a teorií vědy a kultury.

## Historické předpoklady
Projevy lidské tendence vyjímat ze skutečnosti některé její prvky a zachovávat je navzdory přirozenosti změny a zániku, sahají od počátku formování člověka jako kulturní bytosti. Výraznost a osobitost tohoto fenoménu na sebe soustřeďovala pozornost v různých kontextech kultovních, vlastnických, mocenských, politických, poznávacích či emocionálních.

## Tematická struktura
Muzejní systém lze strukturovat do obecných rovin:
- Diachronní – postižení předmětu poznávací intence
- Synchronní
- Teoretické – k poznání nejpodstatnějších stránek osobitého osvojování skutečnosti
- Aplikační – propojení teoretického přístupu s poznatky a technologiemi přejímaných z jiných oborů
- Specializační – soustřeďuje se na konkrétní případ a aplikuje specifické poznatky

Celý systém muzeologie má tuto základní strukturu.
- Historická muzeologie
- Soudobá muzeologie
- Muzeografie
- Specializovaná muzeologie